# 인천 이씨 족보
인천이씨족보(仁川李氏族譜)는 대전광역시 중구 한국족보박물관에 있는 인천 이씨 족보의 초간보로 추정된다. 2016년 5월 30일 대전광역시의 문화재자료 제61호로 지정되었다.

## 개요
인천이씨족보의 초간보로 추정되며, 족보의 서문은 이민기(1646-1704)와 이창명이 작성하였으며 간기를 통하여 1694년 갑술년에 간행시기를 명확하게 알 수 있다. 족보 간행과 관련된 인물 및 간행기가 확인되는 완결성이 있는 자료이다.

## 참고 자료
- 인천이씨족보 - 국가유산청 국가유산포털